# گونی (سنان‌پاشا)
گونی (به ترکی استانبولی: Güney) یک منطقهٔ مسکونی در ترکیه است که در سنان‌پاشا واقع شده‌است.